# Поглинання бурового розчину в процесі буріння свердловини
Поглинання бурового розчину в процесі буріння свердловини (англ. mud loss, loss of returns) — неконтрольований процес відтікання бурового розчину із свердловини у природні або штучно створені канали в її стінці і гірській породі. Поглинання можуть бути частковими, повними і катастрофічними. Часткове поглинання — зменшення витрати потоку на виході із свердловини під час створення в ній циркуляції, порівняній з продуктивністю насоса; динамічний і статичний рівні розчину розміщаються на гирлі свердловини. Повне поглинання — повна втрата циркуляції, але статичний рівень на гирлі може бути відновлений шляхом доливання розчину в затрубний простір. Катастрофічне поглинання — поглинання, при якому неможливо встановити статичний рівень рідини на гирлі.